# Office of Strategic Services

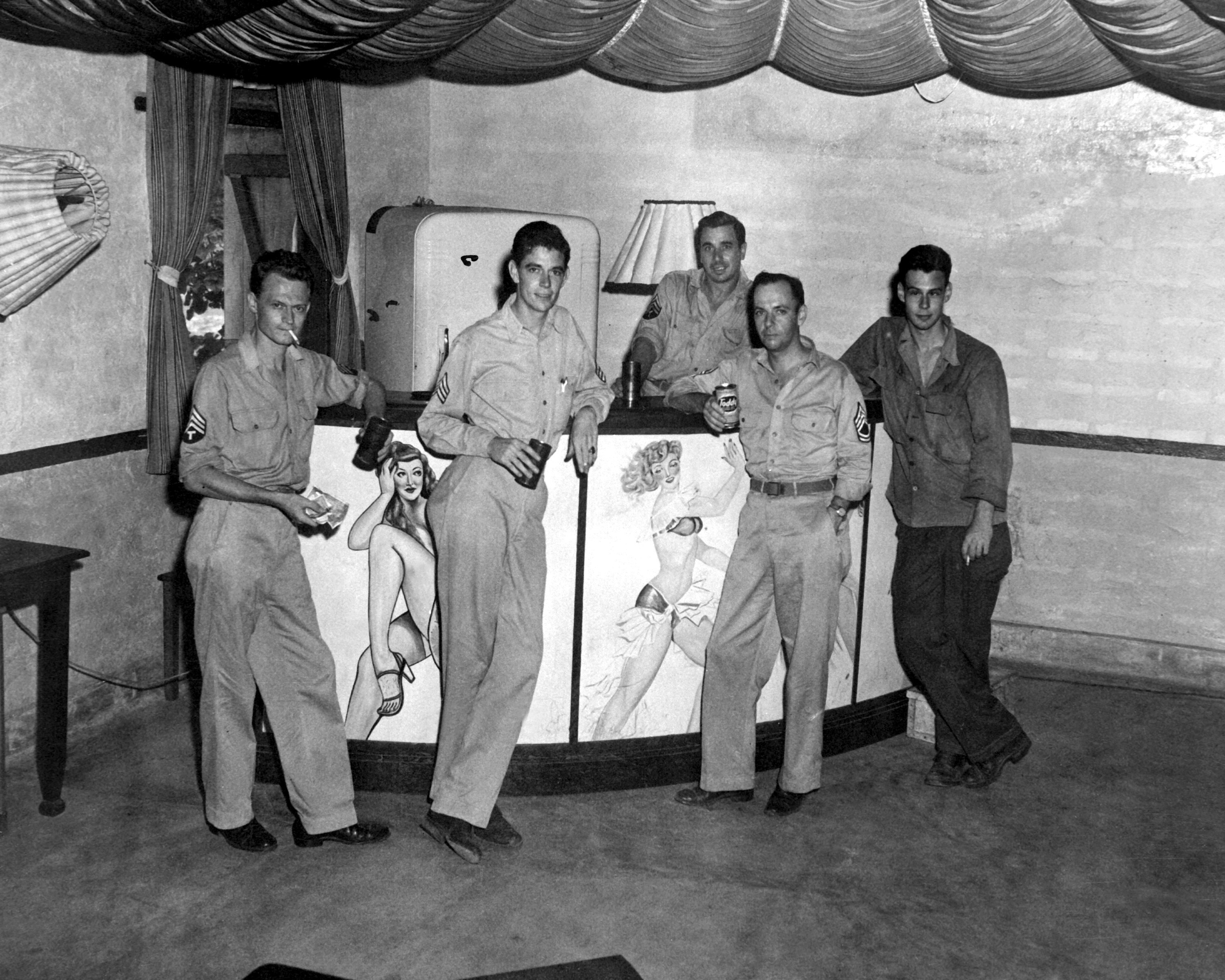
Personeel van OSS-kamp op het eiland Ceylon (het huidige Sri Lanka), 1945

Het Office of Strategic Services (OSS) was de eerste onafhankelijk opererende buitenlandse inlichtingendienst van de Verenigde Staten, opgericht tijdens de Tweede Wereldoorlog in 1942 door Franklin D. Roosevelt. Het OSS was een voorloper van de in 1947 opgerichte CIA.
Het OSS was geen veiligheidsdienst bij wie men kon solliciteren, maar een die zelf mensen verzocht voor hem te spioneren. Op 14 augustus 2008 gaf de Amerikaanse regering de personeelsgegevens van de 24.000 medewerkers van het OSS vrij. Over het algemeen waren de spionnen van goede, contactrijke huize. Diverse bekendheden bleken voor het OSS te hebben gespioneerd, zoals Marlene Dietrich, Arthur M. Schlesinger jr. en Sterling Hayden.
De leiding was in handen van generaal William Joseph Donovan en generaal John Magruder (als tweede man).
Het OSS was ook betrokken bij de Jedburghs, die normaliter in groepjes van drie achter vijandelijke linies werden geparachuteerd, waaronder Arie Dirk Bestebreurtje en Jacobus Groenewoud. Hun zwijgplicht duurde 50 jaar.